# STS-39
STS-39 est la douzième mission de la navette spatiale Discovery.

## Équipage
- Commandant : Michael L. Coats (3)  États-Unis
- Pilote : L. Blaine Hammond (1)  États-Unis
- Spécialiste de mission 1 : Guion Bluford (3)  États-Unis
- Spécialiste de mission 2 : Gregory J. Harbaugh (1)  États-Unis
- Spécialiste de mission 3 : Richard J. Hieb (1)  États-Unis
- Spécialiste de mission 4 : Donald R. McMonagle (1)  États-Unis
- Spécialiste de mission 5 : Charles L. Veach (1)  États-Unis

Le chiffre entre parenthèses indique le nombre de vols spatiaux effectués par l'astronaute au moment de la mission.

## Paramètres de la mission
- Masse :
  - Navette à vide : 95 846 kg
  - Chargement : 5 663 kg
- Périgée : 248 km
- Apogée : 263 km
- Inclinaison : 57°
- Période : 89,6 min